# That Dragon, Cancer
That Dragon, Cancer est un jeu vidéo point-and-click autobiographique développé par Ryan Green et Josh Larson. Initialement prévu pour 2014, le jeu est sorti le 12 janvier 2016 sur Ouya, sur PC et sur Mac OS.
Il est inspiré par l'histoire de son développeur, Ryan Green, que le joueur incarne. Il est le père d'un petit garçon appelé Joël qui est atteint d'un cancer en phase terminale depuis l'âge de un an.

## Système de jeu
That Dragon, Cancer est un point-and-click avec des graphismes 3D sobres et une ambiance sonore intimiste jouée au piano.
La démo du jeu se déroule dans une unité de soin intensive. On y incarne Ryan Green, seul avec son fils qui pleure de douleur. Le joueur peut effectuer diverses actions pour essayer de le consoler, comme lui offrir un jus de fruit, lire une poésie ou essayer de l'amuser par des grimaces, mais aucune ne marche. La seule méthode pour continuer le jeu est de remettre l'enfant dans son berceau et de prier. La scène retranscrit l'une des pires nuits qu'il a passées à l'hôpital avec son fils. Pour expliquer le dénouement, il explique que « dans les jeux, nous sommes habitués à penser que, si l’on est un peu doué, on peut relever n’importe quel défi. Mais la première chose que l’on apprend avec le cancer, c’est qu’on ne contrôle rien ».
Une autre partie du jeu se passe dans un parc. On y suit l'enfant qui donne à manger à un canard, et joue sur le toboggan et à la balançoire.

## Développement

### Conception
Le jeu est fortement inspiré de l'histoire de son développeur, Ryan Green, et de sa famille. Son fils Joël est atteint d'une forme de cancer appelée tumeur tératoïde rhabdoïde atypique dès l'âge d'un an, cancer duquel il ne devait survivre qu'entre quelques semaines et quelques mois,. Il subit sept tumeurs différentes avant l'âge de quatre ans, mais succombe finalement à sa maladie avant d'atteindre son sixième anniversaire, en mars 2014.
Après que la maladie a été diagnostiquée, Ryan et sa femme Amy commencent un blog pour informer leurs amis des progrès de la maladie. Ils y échangent dessins, poèmes et prières, et écrivent également un livre pour enfants. Pour Ryan Green, créer est une manière de faire face à la souffrance; en tant qu'architecte logiciel, le jeu vidéo est le prolongement logique de sa démarche. Sa conception commence en 2013, alors que Joël a quatre ans[réf. souhaitée]. Le jeu doit décrire son combat contre la maladie et la manière dont elle a changé la vie de ses proches. Il est conçu comme un jeu sur l'espoir face, et malgré, la mort. La foi en Dieu du couple Green joue un grand rôle dans sa démarche.
Green et son associé Josh Larson ont le sentiment que le jeu vidéo peut être approprié pour véhiculer des émotions. Il donne la possibilité aux artistes de créer un monde et de proposer aux joueurs d'y vivre et d’interagir avec lui. Le joueur dispose également d'une certaine forme de libre arbitre face à l'histoire, ce qui n'est pas le cas dans les autres médias.
La direction du jeu change après la mort de Joël. Ryan Green trouvait important de faire comprendre au joueur les difficultés qu'ils avaient traversées : les traitements successifs de Joël, les disputes au sein du couple, leur souffrance face à la situation. Mais après la mort de leur fils, ils se rendent compte que le jeu était trop centré sur eux-mêmes et pas assez sur lui. Ils ont donc revus le jeu de manière à le recentrer sur leur relation avec Joël, en enlevant les passages qui n'aidaient pas le joueur à le comprendre et à l'aimer. La scène qui se passe dans le parc est ajoutée à ce moment-là.
Le choix du titre découle de conversations avec ses amis, pendant lesquelles ils parlaient de la maladie de Joël comme d'un dragon contre lequel il se battait.
That Dragon, Cancer a été financé par une campagne Kickstarter, qui a abouti le 13 décembre 2014. La somme demandée était de 85 000 dollars. Le 2 janvier 2015, il est encore en cours de développement. Il devait sortir en 2014, mais il est finalement commercialisé le 12 janvier 2016 sur Ouya, sur PC et sur Mac OS.

### Documentaire
En juin 2013, David Osit et Malika Zouhali-Worrall contactent Green pour lui proposer de tourner un documentaire au sujet du jeu. Ils espèrent capturer un moment important dans l'évolution de la perception du médium vidéoludique en filmant la production de That Dragon, Cancer. Selon eux, « Ryan, Amy et leur équipe de développement sont de vrais artistes, et That Dragon, Cancer est une œuvre unique - nous n'avons jamais rien vu de semblable auparavant. ». Ils étaient présents pendant la mort de Joël. Le documentaire, appelé Thank You For Playing, sort en 2016,.

## Analyse
That Dragon, Cancer a été remarqué car il intègre un thème sérieux au jeu vidéo, qui laisse généralement ce genre de choses à la littérature ou au cinéma. Certains commentateurs et journalistes ont rapproché sa démarche avec celles de Cart Life ou de Depression Quest, qui essayent également de susciter l'empathie du joueur en le faisant incarner des personnages mis dans des situations émotionnellement lourdes,,.
Ce type de jeu, parfois appelé jeu d'empathie, ne demande pas au joueur de se battre contre des adversaires pour gagner comme c'est courant dans les autres genres, mais plutôt d'approfondir une expérience similaire à celles vécues dans la vrai vie.

## Accueil

### Attentes
That Dragon, Cancer a fait l'objet de plusieurs articles, aussi bien dans la presse générale que dans la presse spécialisée ; notamment dans The Daily Telegraph, Le Soir, Courrier international et Polygon,,,.

### Critique
- Gameblog : 8/10[15]
- GameSpot : 9/10[16]
- The Guardian : 4/5[17]
- IGN : 8/10[18]
- PC Gamer : 75 %[19]
- The Telegraph : 5/5[20]

### Récompenses
Dans le cadre de l'Independent Games Festival 2016, That Dragon, Cancer a obtenu  deux nominations (dans les catégories Excellence en Son et Excellence en Narration) et une mention honorable (dans la catégorie Grand prix Seumas-McNally).